# Bacantă

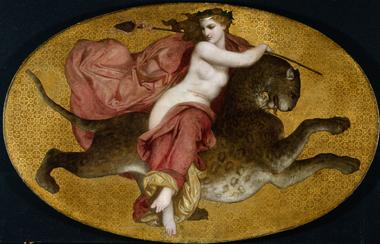
Bacantă pe o panteră, pictură de William Bouguereau (1855)

Bacanta era o preoteasă a zeului Bacchus, din mitologia romană.
Bacantele practicau dansurile și orgiile caracteristice misterelor dionisiace.
În mitologia greacă, omoloagele lor se numeau menade.